# 方金刚
方金刚（1965年12月—）湖南澧县人，中华人民共和国最高人民法院法官。

## 生平
方金刚是中国共产党党员。1987年6月参加工作，研究生学历，法学博士。曾在湖南省高级人民法院工作，2005年10月起先后在中国应用法学研究所、最高人民法院司法改革领导小组办公室、最高人民法院立案二庭、最高人民法院民事审判第二庭工作，2008年5月任助理审判员，曾任西藏自治区高级人民法院民事审判第一庭副庭长（援藏），2012年12月任审判员。2006年曾赴美国耶鲁大学法学院访学。是《公司法司法解释（四）》的起草成员。逝世前任最高人民法院民事审判第二庭审判长、第四巡回法庭主审法官。
2017年10月17日，方金刚在工作中突发疾病，经抢救无效因公殉职。10月23日，最高人民法院作出决定，追授方金刚“全国优秀法官”荣誉称号。